# Harmon Jones
Pour les articles homonymes, voir Jones.
 (février 2024).
Si vous disposez d'ouvrages ou d'articles de référence ou si vous connaissez des sites web de qualité traitant du thème abordé ici, merci de compléter l'article en donnant les références utiles à sa vérifiabilité et en les liant à la section « Notes et références ».

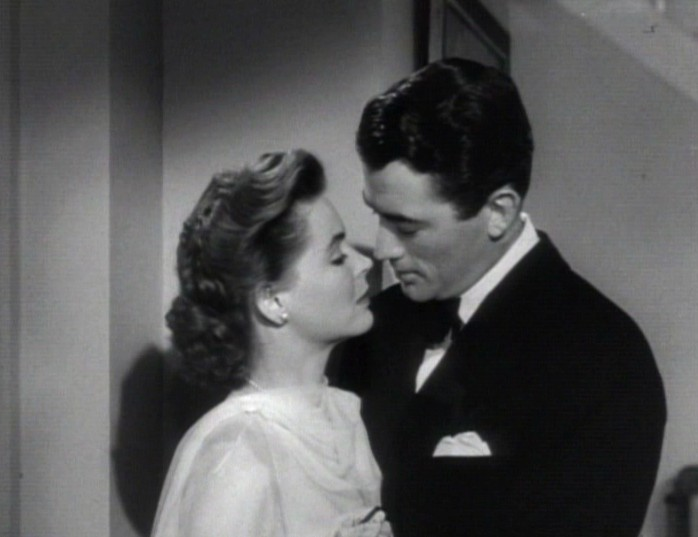
Le Mur invisible (1947, monteur)
- Dorothy McGuire et Gregory Peck -

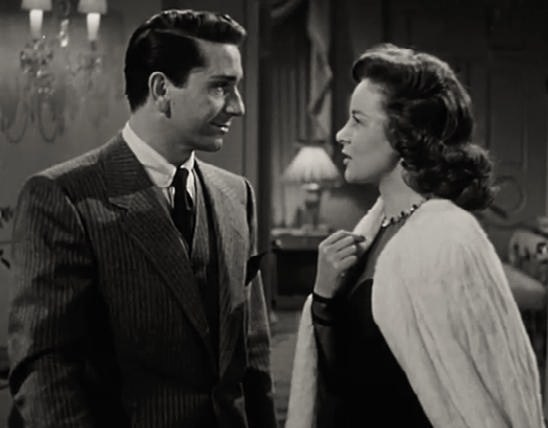
La Maison des étrangers (1949, monteur)
- Richard Conte et Susan Hayward -

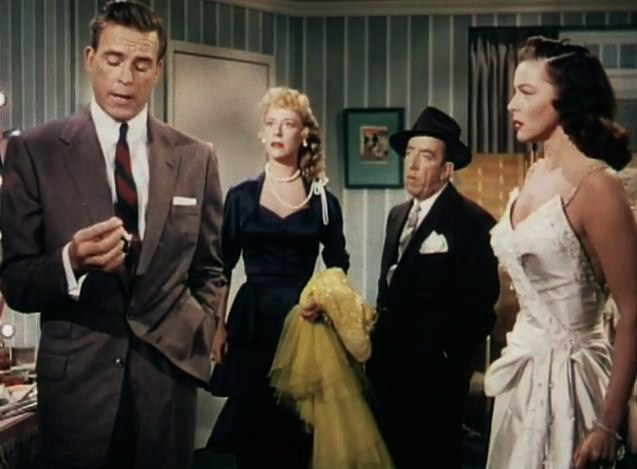
Gosses des bas-fonds (1952, réalisateur)
- de g. à d. : Scott Brady, Mitzi Green, Wally Vernon et Marguerite Chapman -

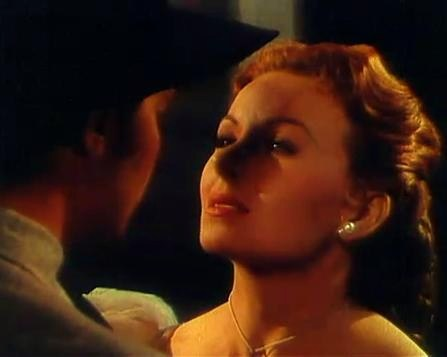
La Cité des tueurs (1953, réalisateur)
- Dale Robertson et Jeanne Crain -

Harmon (Clifford) Jones, né le 3 juin 1911 à Regina dans la Saskatchewan (Canada) et mort le 10 juillet 1972 à Los Angeles (Californie), est un monteur, réalisateur et producteur canadien.

## Biographie
Installé aux États-Unis où il mène toute sa carrière, Harmon Jones débute au cinéma comme monteur, contribuant ainsi à vingt-et-un films américains, de 1944 à 1950. Entre autres, il assiste les réalisateurs Henry Hathaway (quatre films, dont 13, rue Madeleine en 1947), Elia Kazan (quatre films, dont Le Mur invisible en 1947, qui lui vaut l'année suivante une nomination à l'Oscar du meilleur montage) et Joseph L. Mankiewicz (La Maison des étrangers en 1949).
Ensuite, il est réalisateur de quinze films américains (dont des westerns), de 1951 à 1966. Mentionnons la comédie Rendez-moi ma femme (1951, son premier film à la réalisation) et le péplum La Princesse du Nil (1954).
À la télévision, Harmon Jones est réalisateur sur vingt séries, entre 1958 et 1969, dont les séries-westerns Rawhide (treize épisodes, 1959-1965) et Les Aventuriers du Far West (dix-huit épisodes, 1963-1968), ou encore la série policière Perry Mason (cinq épisodes, 1963-1966).
Enfin, il est producteur associé d'un film en 1951, L'Oiseau de paradis de Delmer Daves.
Il est le père du monteur et scénariste Robert C. Jones (né en 1937).
Il meurt d'un cancer le 10 juillet 1972 à l'âge de 61 ans.

## Filmographie complète

### Comme monteur
Au cinéma
- 1944 : Le Jockey de l'amour (Home in Indiana) de Henry Hathaway
- 1944 : Pour les beaux yeux de ma belle (Irish Eyes are smiling) de Gregory Ratoff
- 1945 : La Grande Dame et le Mauvais Garçon ou Le Baiser volé (Nob Hill) de Henry Hathaway
- 1945 : La Maison de la 92e Rue (The House on 92nd Street) de Henry Hathaway
- 1946 : Colonel Effingham's Raid de Irving Pichel
- 1946 : Anna et le Roi de Siam (Anna and the King of Siam) de John Cromwell
- 1946 : Shock de Alfred L. Werker
- 1947 : Boomerang ! de Elia Kazan
- 1947 : 13, rue Madeleine (13 Rue Madeleine) de Henry Hathaway
- 1947 : Le Mur invisible (Gentleman's Agreement) de Elia Kazan
- 1948 : La Proie (Cry of the City) de Robert Siodmak
- 1948 : La Ville abandonnée ou Nevada (Yellow Sky) de William A. Wellman
- 1948 : Bonne à tout faire (Sitting Pretty) de Walter Lang
- 1948 : Bagarre pour une blonde (Scudda Hoo ! Scudda Hay !) de F. Hugh Herbert
- 1949 : L'Héritage de la chair (Pinky) de John Ford et Elia Kazan
- 1949 : Monsieur Belvédère au collège (Mr. Belvedere Goes to College) de Elliott Nugent
- 1949 : La Maison des étrangers (House of Strangers) de Joseph L. Mankiewicz
- 1950 : Embrassez-moi docteur (Mother didn't tell Me) de Claude Binyon
- 1950 : Panique dans la rue (Panic in the Streets) de Elia Kazan
- 1950 : Le Petit Train du Far West (A Ticket to Tomahawk) de Richard Sale
- 1950 : Stella de Claude Binyon

### Comme réalisateur

#### Au cinéma
- 1951 : Rendez-moi ma femme (As Young as you feel)
- 1952 : The Pride of St. Louis
- 1952 : Gosses des bas-fonds (Bloodhounds of Broadway)
- 1953 : Le Fouet d'argent (The Silver Whip)
- 1953 : The Kid from Left Field
- 1953 : La Cité des tueurs (City of Bad Men)
- 1954 : Panique sur la ville (Gorilla at Large)
- 1954 : La Princesse du Nil (Princess of the Nile)
- 1955 : Dix Hommes pour l'enfer (Target Zero)
- 1956 : 24 Heures de terreur (A Day of Fury)
- 1956 : La Caravane des hommes traqués (Canyon River)
- 1958 : Les Révoltés de Budapest (The Beast of Budapest)
- 1958 : La Femme au fouet (Bullwhip)
- 1958 : Wolf Larsen
- 1966 : Don't Worry, We'll Think of a Title

#### À la télévision (séries)
- 1958 : Jefferson Drum
  - Saison 1, épisode 2 The Bounty Man, épisode 7 Madame Farro et épisode 8 Bandidos
- 1959 : Bronco
  - Saison 1, épisode 13 The Silent Witness
- 1959 : Zorro
  - Saison 2, épisode 32 Le sergent voit rouge (The Sergeant sees Red) et épisode 37 La Tireuse de cartes (The Fortune Teller)
- 1959-1965 : Rawhide
  - Saison 2, épisode 9 Incident of the Stalking Death (1959), épisode 10 Incident of the Valley in Shadow (1959), épisode 12 Incident at Spanish Rock (1959), épisode 15 Incident of the Devil and his Due (1960), épisode 16 Incident of the Wanted Painter (1960), épisode 21 Incident at Sulphur Creek (1960) et épisode 23 Incident of the Stranger (1960)
  - Saison 3, épisode 18 Incident of the Running Iron (1961) et épisode 26 Incident of the Painted Lady (1961)
  - Saison 4, épisode 22 Hostage Child (1962)
  - Saison 7, épisode 18 Texas Fever (1965), épisode 20 The Violent Land (1965) et épisode 28 The Spanish Camp (1965)
- 1960 : The Man from Blackhawk
  - Saison unique, épisode 24 Death by Northwest
- 1960-1961 : L'Ouest aux deux visages (Two Faces West)
  - Saison unique, épisode 1 Hot Water (1960), épisode 12 The Drought (1961) et épisode 16 The Prisoner (1961)
- 1961 : The Islanders
  - Saison unique, épisode 19 The Strange Courtship of Danny Koo
- 1961 : Tallahassee 2000
  - Saison unique, épisode 2 Man Bait, épisode 18 Meeting of the Mob, épisode 19 Bootleg Whiskey in the Everglades et épisode 20 The Fugitive
- 1962 : Le Virginien (The Virginian)
  - Saison 1, épisode 6 Big Day, Great Day
- 1963 : Laramie
  - Saison 4, épisode 13 Naked Steel
- 1963-1966 : Première série Perry Mason
  - Saison 6, épisode 22 The Case of the Velvet Claws (1963) et épisode 24 The Case of the Elusive Element (1963)
  - Saison 9, épisode 17 The Case of the Vanishing Victim (1966), épisode 23 The Case of the Tsarina's Tiara (1966) et épisode 25 The Case of the Unwelcome Well (1966)
- 1963-1968 : Les Aventuriers du Far West (Death Valley Days)
  - Saison 12, épisode 9 Three Minutes to Eternity (1963), épisode 19 The Bigger they are (1964) et épisode 20 The Last Stagecoach Robbery (1964)
  - Saison 13, épisode 1 Honor the Name Dennis Driscoll (1964), épisode 3 John and the Rainmaker, épisode 4 From the Earth, a Heritage (1964), épisode 7 The Left Hand is damned (1964), épisode 9 Tribute to the Dog (1964), épisode 15 The Trouble with Taxes (1965), épisode 21 The Wild West's Biggest Train (1965) et épisode 25 Kate Melville and the Law (1965)
  - Saison 14, épisode 8 City is born (1965), épisode 11 Dry Water Sailors (1965) et épisode 13 The Red Shawl (1965)
  - Saison 15, épisode 7 The Kid from Hell's Kitchen (1966)
  - Saison 16, épisode 7 Spring Rendezvous (1967) et épisode 11 Prince of the Oyster Pirates (1968)
  - Saison 17, épisode 8 Lady with a Past (1968)
- 1964 : Ben Casey
  - Saison 3, épisode 23 The Bark of a Three-Headed Hound et épisode 27 Keep Out of Reach of Adults
- 1966 : Daniel Boone
  - Saison 2, épisode 24 The Search
- 1966 : Jesse James (The Legend of Jesse James)
  - Saison unique, épisode 28 1863
- 1966 : Le Cheval de fer (The Iron Horse)
  - Saison 1, épisode 9 No Wedding Bells for Tony
- 1966 : Les Monroe (The Monroes)
  - Saison 1, épisode 16 Pawnee Warrior
- 1967 : Voyage au fond des mers (Voyage to the Bottom of the Sea)
  - Saison 3, épisode 24 Mannequins de cire (The Wax Men)
- 1967-1968 : Tarzan
  - Saison 1, épisode 20 A Pride of Assassins (1967) et épisode 28 The Circus (1967)
  - Saison 2, épisode 1 Tiger, Tiger ! (1967), épisode 2 The Voice of the Elephant (1967), épisodes 11-12 Mountains of the Moon, Parts I & II (1967), épisode 13 Jai's Amnesia (1967), épisode 15 The Convert (1968) et épisode 25 Trina (1968)
- 1969 : Au pays des géants (Land of the Giants)
  - Saison 2, épisode 12 A Place called Earth

### Comme producteur
Au cinéma
- 1951 : L'Oiseau de paradis (Bird of Paradise) de Delmer Daves (associé).

## Distinction
- 1948 : nomination à l'Oscar du meilleur montage pour Le Mur invisible.